# Тайясаль
Тайяса́ль (Тайасаль, исп. Tayasal) — археологический объект цивилизации майя, относящийся к постклассической эпохе (между 900 и 1519 годами). Расположен на севере Гватемалы, на острове посреди озера Петен-Ица. Тайясаль был, наряду с городами Сакпетен (Zacpeten) и Эйшекиль (Eixequil), последним городом-государством майя, завоёванным испанскими конкистадорами (1697 год). Археологические раскопки сильно затруднены из-за масштабных перестроек города, проведённых испанцами. В настоящее время на острове расположен современный город Флорес, столица департамента Петен.

## История
Племена ица покинули Юкатан в начале XIII века и возвели на новом месте город, ставший их столицей. Он получил имя Но Петен (Noh Petén, «остров-город») или Нойпетен (Nojpetén); также носил название Та Ица (Tah Itzá, «место народа Ица»), в испанском восприятии — Тайясаль. 
Превосходное с оборонительной точки зрения местоположение города долгое время спасало его от завоевания. В 1541 году Эрнан Кортес, направляясь в Гондурас, прибыл на остров, но отказался от планов завоевать его, убедившись в неприступности Тайясаля. Испанцы с 1629 года предпринимали систематические попытки захватить город, увенчавшиеся успехом только в 1697 году. Из материала сооружений Но Петена были построены католический храм и муниципальные здания нового города Флорес.

## Правители Тайасаля
- Кан Эк I (1524 – ?)

...
- Кан Эк II (1618 – ?)

...
- Кан Эк III (? – 1697)